# Ріддерзал
Ріддерзал (нід. Ridderzaal, дослівно «лицарська зала») — замок у місті Гаазі (Нідерланди). Використовується для урочистих промов монарха з нагоди відкриття сесій нідерландського парламенту Генеральних штатів, а також для офіційних королівських прийомів і міжпарламентських конференцій. Є складовою комплексу резиденції Бінненгоф.

## Архітектура

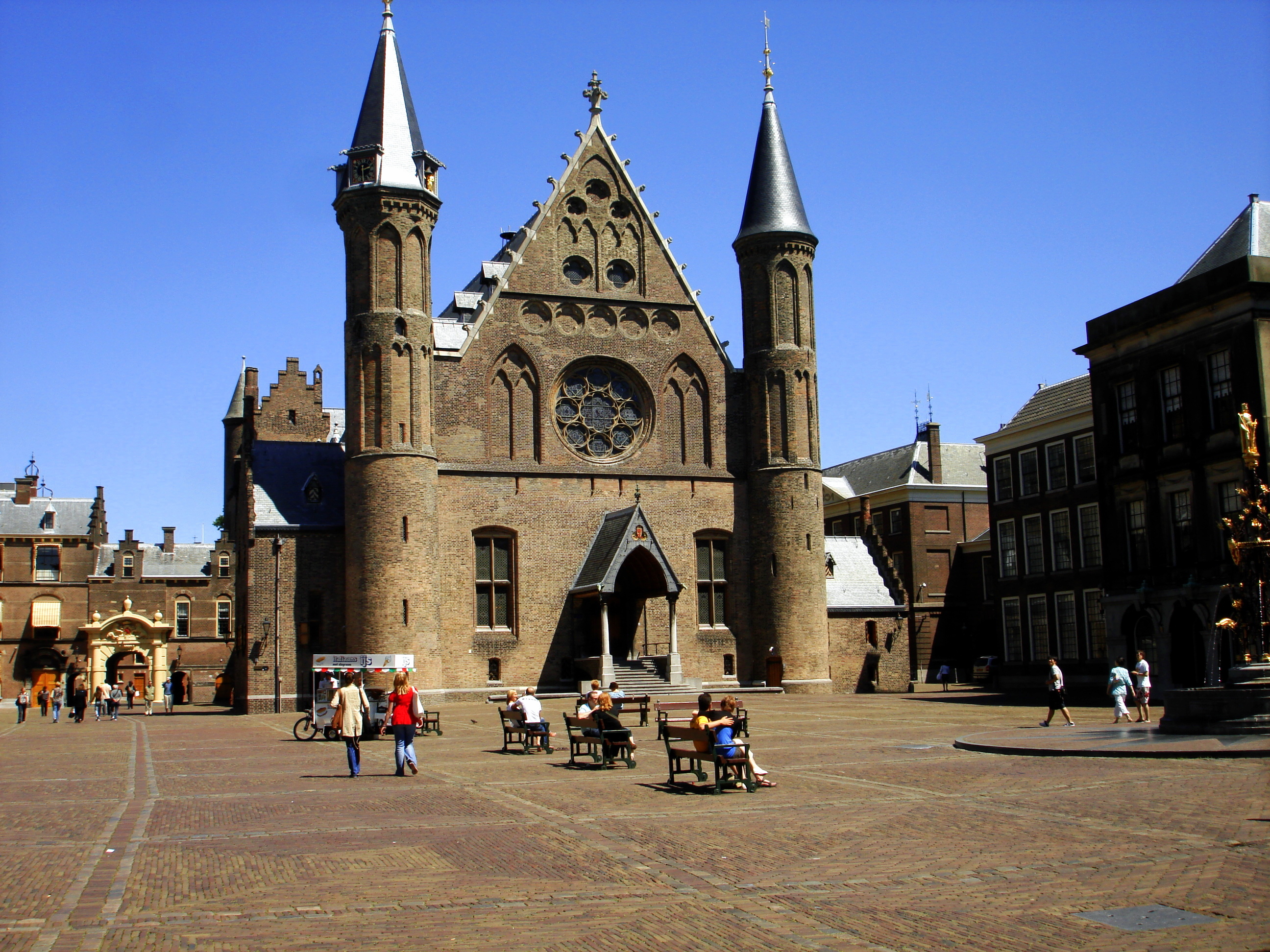
Ріддерзал і площа перед ним (2008)

Ріддерзал являє собою будинок у готичному стилі з трикутним фасадом і двома вежами по краях. Над входом розташоване велике кругле вікно (розета), прикрашене гербами династій, що врядували в Нідерландах.
Центральний елемент внутрішнього оздоблення замку, завдяки якому він і дістав свою назву, — це велика Готична зала (40 х 20 м) з чудовими вітражами. Конструкція стельових крокв нагадує корпус перевернутого судна, а дерев'яні голови символізують спостерігачів від вищої влади, які повинні утримувати членів парламенту від практикування брехні.
Дизайн трона в Ріддерзалі розробив відомий нідерландський архітектор Пітер Кейперс.

## Історія

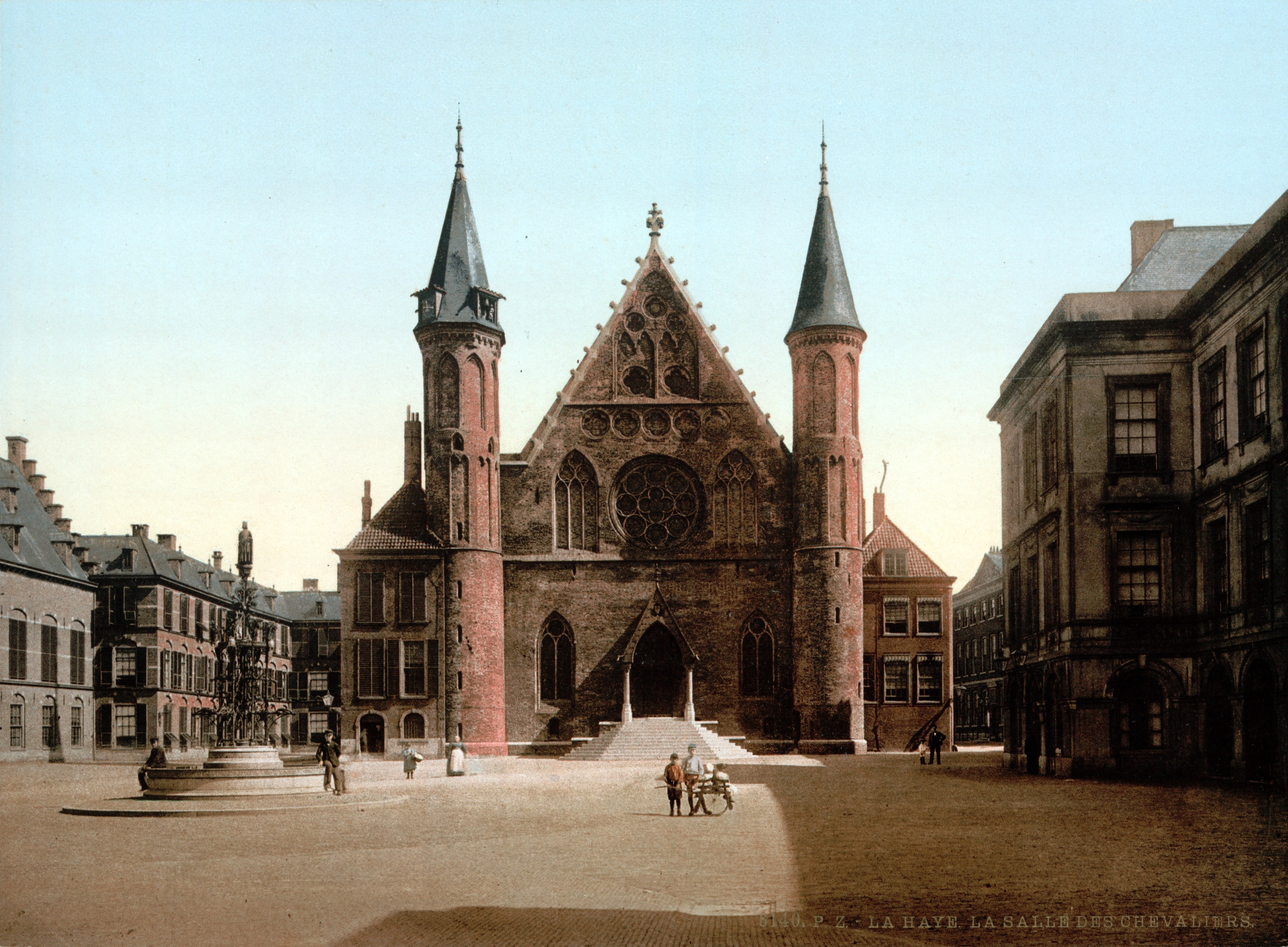
Замок на фото близько 1900 року — тоді тут проводив реставраційні роботи Пітер Кейперс

У XIII столітті голландський граф Флоріс IV придбав невелику ділянку землі поруч з озером, а його онук Флоріс V за проектом архітектора Герарда ван Лейдена побудував Ріддерзал (або «Лицарський Зал»).
Наприкінці XVI століття Моріц Оранський зробив Ріддерзал резиденцією штатгальтерів Нідерландів.
На початку XVII століття зала відігравала важливу роль у торгівлі книгами, що вважалась тоді справою державної ваги (наприклад, у Лондоні книжками торгували в Вестмінстер-холлі (Westminster Hall). У подальшому тут містилися лікарня, офіс державних лотерей і т. ін.
У 1898—1904 роках були здійснені заходи з відновлення внутрішнього і зовнішнього вигляду замку, і саме відтоді приміщення почало використовуватись виключно для державних потреб.
У теперішній час Ріддерзал використовується для урочистих заходів, в тому числі для щорічної церемонії відкриття сесії парламенту — Генеральних штатів у День королеви, під час якого обидві палати парламенту на спільному засіданні заслуховують програмний виступ монарха.